# 内田勘太郎
内田 勘太郎（うちだ かんたろう、本名・内田 昌宏（うちだ まさひろ）、1954年1月22日 - ）は、日本のブルースギタリスト。

## 略歴
- 1954年、大阪市に生まれる。家業は鉄工所。
- 1971年に憂歌団を結成。リードギターを担当する。
- 現在は沖縄県在住。

## 概要
- チャキ製のいわゆるピック・ギターを愛用していた。一時原田芳雄の元に預けられるが、原田の没後彼の手元に戻っている。この他にもシェクターから発売されていた内田勘太郎モデルやK.YAIRI、Morrisのギターなどを使用していた。
- MBS契約アナウンサーだった佐藤良子（よしこ）は高校の同級生にあたる。
- 彼が得意とするスライドギターで使用するスライドバーはカルピスの瓶を割って断面をヤスリで削り、首の部分を使用していることで有名である。カルピスの瓶が新しくなったと聞いた際には、瓶を製造していたメーカーに電話を掛けて、余った瓶を大量に買い取ったり、廃品回収で出された瓶から同じ形の瓶を探していたという。しかし破損しやすく、2015年現在殆ど底をついてしまい、今後の瓶の確保に困っていると語っている。

## ディスコグラフィー

### サポート (バッキング)
- Weeping Harp Senoh『Messin' around』（1976年、再発2007年、Victor、VICL-62497）#12「Let The Good Times Roll」
- 浅川マキ『流れを渡る』（1977年、再発2011年、EXPRESS、TOCT-27048）#4「流れを渡る」
- 桃井かおり「少女時代」（1978年、エメロンエチケットシャンプーCM）

「憂歌団」として
- 桃井かおり「タバコ止めないの」（桃井かおり『WATASHI』、1979年、PHILIPS、S-7085、上記、「少女時代」も）

「憂歌団」として
- UA「アントニオの歌」（UA「ミルクティー」c/w、1998年、SPEEDSTAR RECORDS、VIDL-30173）

「憂歌団」として
- スターダストレビュー『還暦少年』（2018年、日本コロムビア、COCP-40399）#6「Blues In The Rain」。

## 書籍
- 『ブルース漂流記』リットーミュージック、2016年10月。

## 関連事項
- 憂歌団
- 有山じゅんじ